# Драге (Штајнбург)
Драге (њем. Drage) општина је у њемачкој савезној држави Шлезвиг-Холштајн. Једно је од 112 општинских средишта округа Штајнбург. Према процјени из 2010. у општини је живјело 246 становника. Посједује регионалну шифру (AGS) 1061024.

## Географски и демографски подаци
Драге се налази у савезној држави Шлезвиг-Холштајн у округу Штајнбург. Општина се налази на надморској висини од 14 метара. Површина општине износи 13,6 km². У самом мјесту је, према процјени из 2010. године, живјело 246 становника. Просјечна густина становништва износи 18 становника/km².